# Episodi de La strana coppia (terza stagione)
La terza stagione della serie televisiva La strana coppia è stata trasmessa in anteprima negli Stati Uniti d'America dalla ABC tra il 15 settembre 1972 e il 23 marzo 1973.
| nº | Titolo originale                    | Titolo italiano | Prima TV USA      | Prima TV Italia |
| -- | ----------------------------------- | --------------- | ----------------- | --------------- |
| 1  | Gloria, Hallelujah                  |                 | 15 settembre 1972 |                 |
| 2  | Big Mouth                           |                 | 22 settembre 1972 |                 |
| 3  | The Princess                        |                 | 29 settembre 1972 |                 |
| 4  | The Pen Is Mightier Than the Pencil |                 | 6 ottobre 1972    |                 |
| 5  | The Odd Monks                       |                 | 13 ottobre 1972   |                 |
| 6  | I'm Dying of Unger                  |                 | 20 ottobre 1972   |                 |
| 7  | The Odd Couples                     |                 | 27 ottobre 1972   |                 |
| 8  | Felix's First Commercial            |                 | 3 novembre 1972   |                 |
| 9  | The First Baby                      |                 | 10 novembre 1972  |                 |
| 10 | Oscar's Birthday                    |                 | 17 novembre 1972  |                 |
| 11 | Password                            |                 | 1º dicembre 1972  |                 |
| 12 | The Odd Father                      |                 | 8 dicembre 1972   |                 |
| 13 | Don't Believe in Roomers            |                 | 22 dicembre 1972  |                 |
| 14 | Sometimes a Great Ocean             |                 | 5 gennaio 1973    |                 |
| 15 | I Gotta Be Me                       |                 | 12 gennaio 1973   |                 |
| 16 | The Ides of April                   |                 | 19 gennaio 1973   |                 |
| 17 | Myrna's Debut                       |                 | 2 febbraio 1973   |                 |
| 18 | The Hustler                         |                 | 9 febbraio 1973   |                 |
| 19 | My Strife in Court                  |                 | 16 febbraio 1973  |                 |
| 20 | Let's Make a Deal                   |                 | 23 febbraio 1973  |                 |
| 21 | The Odyssey Couple                  |                 | 2 marzo 1973      |                 |
| 22 | Take My Furniture, Please           |                 | 9 marzo 1973      |                 |
| 23 | The Murray Who Came to Dinner       |                 | 23 marzo 1973     |                 |